# Léo-Paul Tremblé
Léo-Paul Tremblé est un peintre québécois né (Léopold Tremblay) à Kénogami (Saguenay) le 16 juin 1924 et mort le 2 octobre 1995.

## Biographie
Né dans une famille de 13 enfants, il s’intéresse très tôt au dessin, calquant et coloriant les illustrations trouvées dans des livres et magazines. Plus tard, à la faveur d’un emploi dans les chantiers forestiers, il se met à peindre sur des écorces d’épinettes.
Il découvre les peintres et les beaux-arts en visitant le Musée (national) des beaux-arts à Québec, et, un an plus tard, une galerie d’art de Montréal où sont exposées des toiles d’artistes canadiens membres du Groupe des sept.
Dès lors, à 19 ans, Léo-Paul Tremblé sait qu’il a trouvé sa voie : la peinture est pour lui le seul moyen d’accéder à ce qu’il est profondément, et de l’exprimer. Il se met à peindre avec ardeur et dans tous ses temps libres. Les paysages, les arbres, les natures mortes sont ses sujets privilégiés.
En 1952, il épouse Suzette Savard, avec laquelle il aura quatre enfants : elle deviendra son agent commercial, l’épaulera et le soutiendra pendant toute sa vie.
En 1964, il quitte son emploi à l'usine Alcan d’Isle-Maligne pour se consacrer à la peinture.
En 1977, il déménage à Arvida, où il passera le reste de sa vie.
Durant les 50 ans de sa carrière, Léo-Paul Tremblé réalise plus de 2 000 œuvres.

## Expositions
Une première exposition présentée à l’hôtel de ville d’Arvida en 1957 marque le début de sa carrière professionnelle.
Il expose ensuite régulièrement à l’hôtel de ville d’Arvida et à Alma, de même qu’à la galerie La Corniche de Chicoutimi.
En 1959, il présente une première exposition à Québec, au Palais Montcalm, en même temps que les peintres René Richard et Albert Rousseau : toutes ses toiles s’enlèvent en peu de temps.
Viennent ensuite plusieurs expositions à travers le Québec, notamment à la galerie Zannetin de Québec et au Musée des beaux-arts de Montréal.
En 1978, le Collège d'Alma ouvre une salle d'exposition, baptisée Salle Tremblé, et y présente une rétrospective des 25 ans de carrière de l'artiste.
La même année, la galerie Clarence-Gagnon présente à Montréal une importante exposition des œuvres de Tremblé.
En 1992, Broquet éditeur lui consacre une monographie dans la célèbre collection  Signatures, avec un texte signé Madeleine Ouellette-Michalska.
Nombre d'œuvres sont recueillies dans les collections d'Hydro-Québec, du Musée des Beaux-arts de Québec, d'Alcan, d'Abitibi-Price et du Musée régional du Saguenay-Lac-Saint-Jean, la Pulperie de Chicoutimi. Ce dernier lui consacre une rétrospective importante en 2011-2012 et rebaptise salle Léo-Paul Tremblé la salle située au nord du musée, pour honorer sa mémoire .
Il est aussi présent dans les collections du Musée d'art contemporain de Montréal.

## Distinctions
Premier et 3e prix et trois mentions au Salon du Printemps du comité des Arts et Métiers d'Arvida, en 1957.

## Influences
Léo-Paul Tremblé est essentiellement un autodidacte, bien que ses quelques années d’études en dessin d'architecture aient laissé leur marque dans son œuvre. Il est considéré comme un peintre figuratif. 
Il disait avoir appris son métier par le regard: l’observation de son environnement aussi bien que l'examen des œuvres d'art. Il s’est aussi formé au contact d'autres peintres, comme Suzor-Coté, Marc-Aurèle Fortin, Jean Paul Lemieux, René Richard et Albert Rousseau et surtout Jean-Paul Riopelle. L'influence de ce dernier fut si forte qu'elle a incité Tremblé à explorer le style abstrait pendant quelques années.

## Rétrospectives
- 1981 : Musée régional du Saguenay-Lac-Saint-Jean (dans les anciens locaux au Séminaire de Chicoutimi)
- 1995  : Galerie La Corniche, Chicoutimi
- 1997  : Centre national d'exposition, Jonquière
- 2011-2012 : Musée régional du Saguenay-Lac-Saint-Jean[3]. Chicoutimi (La Pulperie)

## Galeries
- Galerie d'art La Corniche[4], Chicoutimi
- Galerie Brigitte Desroches[5], Montréal
- Galerie d'art du Château Frontenac[6], Québec
- Galerie Lac Brome, Knowlton
- Galerie Second Reg'Art[7], Joliette,
- Galerie Le Vieilart[8], Alma
- Galerie d'art Josette Tilmant, Saint-Sauveur
- Lindchrist Gallery, Windsor